# Teflī
Teflī (persiska: تفلی, تَفلی) är en ort i Iran.   Den ligger i provinsen Kurdistan, i den nordvästra delen av landet, 500 km väster om huvudstaden Teheran. Teflī ligger 1 122 meter över havet och antalet invånare är 567.
Terrängen runt Teflī är bergig åt sydost, men åt nordväst är den kuperad. Teflī ligger nere i en dal. Runt Teflī är det ganska tätbefolkat, med 60 invånare per kvadratkilometer. Närmaste större samhälle är Sarvābād, 5,6 km öster om Teflī. Trakten runt Teflī består i huvudsak av gräsmarker.